# أعزف لي بغموض (فلم)
أعزف لي بغموض (بالإنجليزية: Play Misty for Me) فيلم إثارة نفسي أمريكي لعام 1971 من إخراج وبطولة كلينت إيستوود، في أول إخراج له. شاركت جيسيكا والتر ودونا ميلز في البطولة. كتب السيناريو جو هايمز ودين ريزنر، ويتابع الفيلم منسق موسيقى في محطة إذاعية تطارده معجبة مهووسة.
حقق الفيلم نجاحًا نقديًا وأيضاً بعض النجاح المالي، حيث أشاد النقاد بالممثلة جيسيكا والتر ودورها الرئيسي الأول في الفيلم، وحصلت على ترشيح لجائزة غولدن غلوب لأفضل ممثلة في فيلم سينمائي درامي.
صدر الفيلم إلى دور العرض الأمريكية في 20 أكتوبر 1971.

## طاقم التمثيل
كلينت ايستوود: في دور ديف جارفر
جيسيكا والتر: في دور إيفلين دريبر
دونا ميلز: في دور توبي ويليامز
جون لارش: في دور الرقيب. مكالوم
جاك جينج: في دور فرانك
إيرين هيرفي: في دور مادج
جيمس ماكيشين: في دور آل مونتي
كلاريس تايلور: في دور بيردي
دونالد سيجل: في دور مورفي
دوق إيفيرتس: في دور جاي جاي
بريت ليند: في دور انجليكا
جاك كوسلين: في دور سائق أجرة
موسيقيو الجاز جوني أوتيس وجو زاوينول وكانونبول أديرلي يظهرون على أنهم شخصياتهم الحقيقية في مشاهد تم تصويرها في الحياة الواقعية في مهرجان مونتيري للجاز عام 1970.  

## أحداث الفيلم
يعمل ديف جارفر (كلينت ايستوود) كمنسق موسيقى ومقدم برنامج إذاعي ليلي بمحطة «كي آر إل إم» الإذاعية، التي تبث برامجها من استوديو في مدينة كارميل باي ذا سي بولاية كاليفورنيا، ويبث في برنامجه موسيقى ناعمة وغامضة، وبعض أبيات الشعر، ويتلقى بعض الاتصالات الهاتفية من مستمعي البرنامج، وبعد الإنتهاء من عمله يقضي بعض الوقت في حانة مجاورة يلعب لعبة لا معنى لها مع نادل الحانة، حيق يلقي بالفلين وأغطية الزجاجات. يجذب ديف انتباه السيدة إيفلين دريبر (جيسيكا والتر) التي تصطحبه إلى منزلها، وتكشف له أن وجودها في الحانة لم يكن عرضيًا؛ والواقع أنها هي التي جاءت بحثاً عنه بعد سماع برنامجه الإذاعي. يخمّن بشكل صحيح أنها المتصلة المتكررة التي كانت تقول له في آخر كل مكالمة هاتفية جملة واحدة وهى: «أعزف لي بغموض». يشاركها ديف فراشها وتنشأ بينهما علاقة يعتبرها ديف علاقة وقتية، ولكن سريعاً ما يبدو على إيفيلين أنها مهوسة بشخصية ديف، حيث تذهب إلى بيته دون أن يدعوها، وتلاحقه في عمله، وتتصل به من وقت لآخر تسأله ألا يتركها لدقيقة واحدة. تصل حالة إيفلين إلى درجة شاذة حيث تعطل اجتماع عمل لديف وهي تطالبه بتناول الغذاء معها حسب المتفق عليه بينهم.
يحاول ديف قطع علاقته بايفيلين بهدوء ولطف ولكنها تنهار وتحاول الإنتحار، ويتم إنقاذها في اللحظة الأخيرة. تدخل مدبرة منزل ديف إلى بيته لتجد إيفيلين تدمر البيت، وتسارع إيفيلين بطعن مدبرة المنزل التي يتم نقلها للمستشفى، وأيضا يتم إيداع إيفيلين في مستشفى للأمراض النفسية.
يعيد ديف إحياء علاقة قديمة مع صديقته السابقة توبي ويليامز (دونا ميلز) أثناء حجز إيفلين. تتصل إيفلين، بعد بضع شهور، بالاستوديو لتطلب من ديف أن «يعزف لها بغموض»، وتخبر ديف أنها خرجت من مستشفى الأمراض العقلية وسوف تنتقل إلى هاواي لبداية حياة جديدة. ثم تقتبس بعض أبيات من قصيدة إدغار آلان بو، «أنابيل لي». بينما كان ديف نائمًا، في تلك الليلة، تتسلل إيفيلين إلى منزله وتحاول قتله بسكين كبيرة. يستيقظ ديف ليراها واقفة فوقه ممسكة بالسكين، وبينما كانت تصرخ وتطعن، يتدحرج ديف بعيدًا عن السكين ويسقط أرضاً؛ تلوذ إيفلين بالفرار، ويتصل ديف بالشرطة.
يكشف ديف الحقيقة لصديقته توبي، ويطلب منها الإبتعاد عنه لضمان سلامتها. تقرر توبي الإقامة بعيدأً، وتنشر إعلان لطلب رفيقة بالسكن، وترد على إعلانها إيفيلين وهي تستخدم اسم أنابيل، وعندما تلتقي توبي بزميلتها الجديدة بالسكن تدرك على الفور أنها إيفلين من وجود جروح على معصمها، وقبل أن تتمكن توبي من الهرب، تأخذها إيفلين كرهينة، كما تقتل ماكالوم، محقق الشرطة الذي جاء للاطمئنان على توبي. يربط ديف بين رفيقة توبي في السكن والاقتباس من «أنابيل لي»، وعندما يتصل بتوبي لتحذيرها، تجيب إيفلين وتقول إنها وتوبي ينتظرونه. يبث ديف في برنامجه موسيقى وكلمات مسجلة بدلاً من برنامج حي، ويندفع إلى بيت توبي ليجدها مقيدة ومكممة. تهاجمه إيفلين بسكين الجزار، وتطعن ديف عدة مرات، ويلكما ديف ليطرحها عبر النافذة، وتسقط على الشاطئ الصخري مقتولة. يغادر هو وتوبي المنزل بينما يؤدي صوته في برنامجه الإذاعي أغنية «ضبابية».

## الإنتاج
كتبت السيناريو، في الأصل، جو هايمز، وهي عارضة أزياء وراقصة سابقة تحولت إلى سكرتيرة، وتعلمت على يد دين ريزنر. حصل روس هانتر على القصة أثناء عمله في شركة يونيفرسال بيكتشرز قبل وفاة إيرفينغ ليونارد، المؤسس المشارك لشركة مالباسو للإنتاج. دار النقاش حول تمكين كلينت استوود من الحصول على سيناريو لينفذه في أول تجربة له في الإخراج. قال ايستوود: «بعد سبعة عشر عامًا من دق رأسي بالحائط، ومعاينة بعض الموضوعات، وربما معاينة أيضاً تجهيزات الكاميرات وإبداء آرائي الخاصة، ومشاهدة الممثلين وهم يمرون بجميع أنواع المعاناة دون أي مساعدة، والعمل مع المخرجين الجيدين والأشرار، وأصل إلى النقطة التي أكون فيها على استعداد لعمل أفلامي الخاصة. لقد قمت بتخزين كل الأخطاء التي ارتكبتها في ذاكرتي، وحفظت كل الأشياء الجيدة التي تعلمتها، والآن أعرف ما يكفي للتحكم في مشاريعي الخاصة والحصول على ما أريده من الممثلين».
تم وضع خط القصة في الأصل ليتم تصويرها في لوس أنجلوس، ولكن بناءً على إصرار إيستوود، تم تصوير الفيلم في محيط أكثر راحة في مدينة «كارميل باي ذي سي» حيث يمكنه تصوير المشاهد في محطة الإذاعة المحلية والبارات والمطاعم، ومنازل الأصدقاء. كانت فكرة ظهور اهتمام بحب آخر، مع شخصية الصديقة توبي هي إضافة إلى السيناريو، وكان اقتراحًا من سونيا تشيرنوس، التي تعمل بالمونتاج وكانت مع إيستوود عند بدء المشروع.
بدأ التصوير في مونتيري بولاية كاليفورنيا، في سبتمبر 1970، وعلى الرغم من أن هذا كان أول ظهور لإيستوود كمخرج سينمائي، إلا أن دون سيجل (المخرج والمنتج السينمائي والتلفزيوني) وقف على أهبة الاستعداد للمساعدة إذا تعثر ايستوود، وكان له أيضًا دور تمثيلي في الفيلم كنادل. شارك في العمل بعض المتعاونين المتكررين مع سيجل، مثل المصور السينمائي بروس سورتيز، والمونتير كارل بينجيتور، والملحن دي بارتون، وجزءًا من فريق التصوير.

## الإصدار والاستقبال
صدر الفيلم لأول مرة في أكتوبر 1971 في مهرجان سان فرانسيسكو السينمائي وافتتح في ست مدن في 20 أكتوبر 1971 قبل التوسع في نوفمبر.
حقق الفيلم نجاحًا ماليًا معتدلًا، حيث بلغ إجمالي أرباحه 10.6 مليون دولار في شباك التذاكر في الولايات المتحدة وكندا. حقق 133000 دولار في الأسبوع الأول من ستة دور للعرض، واحتل المركز العاشر للأسبوع في شباك التذاكر في الولايات المتحدة وكندا.
منح موقع الطماطم الفاسدة الفيلم تقييماً مقداره 84% بناءاً على آراء 37 ناقداً سينمائياً، وكتب إجماع نقاد الموقع: «فيلم إثارة نفسية جمع بهدوء ما يخيف الجمهور حتى لو كان يستخدم كتب الإثارة فقط».
منح موقع ميتاكريتيك الفيلم تقييماً مقداره 78% بناءاً على آراء 9 نقاداً.
كتب الناقد روجر إيبرت: «فيلم ليس في مستوى»سايكو «(فيلم هيتشيكوك 1960) ولكنه جمع المشاهدين في يده وضغط بقوة، أنه متفوق».
كان هناك نقاد مثل جاي كوكس من مجلة «تايم»، واندرو ساريس من صحيفة فيلدج فويس، وآرتشر وينستن من صحيفة نيويورك بوست أشادوا بالفيلم من حيث إخراج ايستوود والتمثيل وعلى وجه الخصوص المشاهد بين ايستوود وجيسيكا والتر.
وصف آرثر دي مورفي من مجلة فرايتي بأن الفيلم: «من أفلام التشويق الرائعة».
ترشحت جيسيكا والتر لجائزة جولدن جلوب لعام 1972 لأفضل ممثلة - دراما، لكنها خسرت أمام جين فوندا عن فيلم «كلوت».
تم تصنيف الفيلم في المركز 26 على قائمة مجلة برافو لأفضل 30 لحظة رعب في السينما.

## روابط خارجية
- مقالات تستعمل روابط فنية بلا صلة مع ويكي بيانات

https://www.imdb.com/title/tt0067588/ أعزف لي بغموض (فيلم)
https://www.filmaffinity.com/us/film972736.html أعزف لي بغموض (فيلم)
https://www.metacritic.com/movie/play-misty-for-me أعزف لي بغموض (فيلم)
https://www.rottentomatoes.com/m/play_misty_for_me أعزف لي بغموض (فيلم)
https://www.allmovie.com/movie/play-misty-for-me-v38349 أعزف لي بغموض (فيلم)
https://www.rogerebert.com/reviews/play-misty-for-me-1971 أعزف لي بغموض (فيلم)